# Moară de vânt

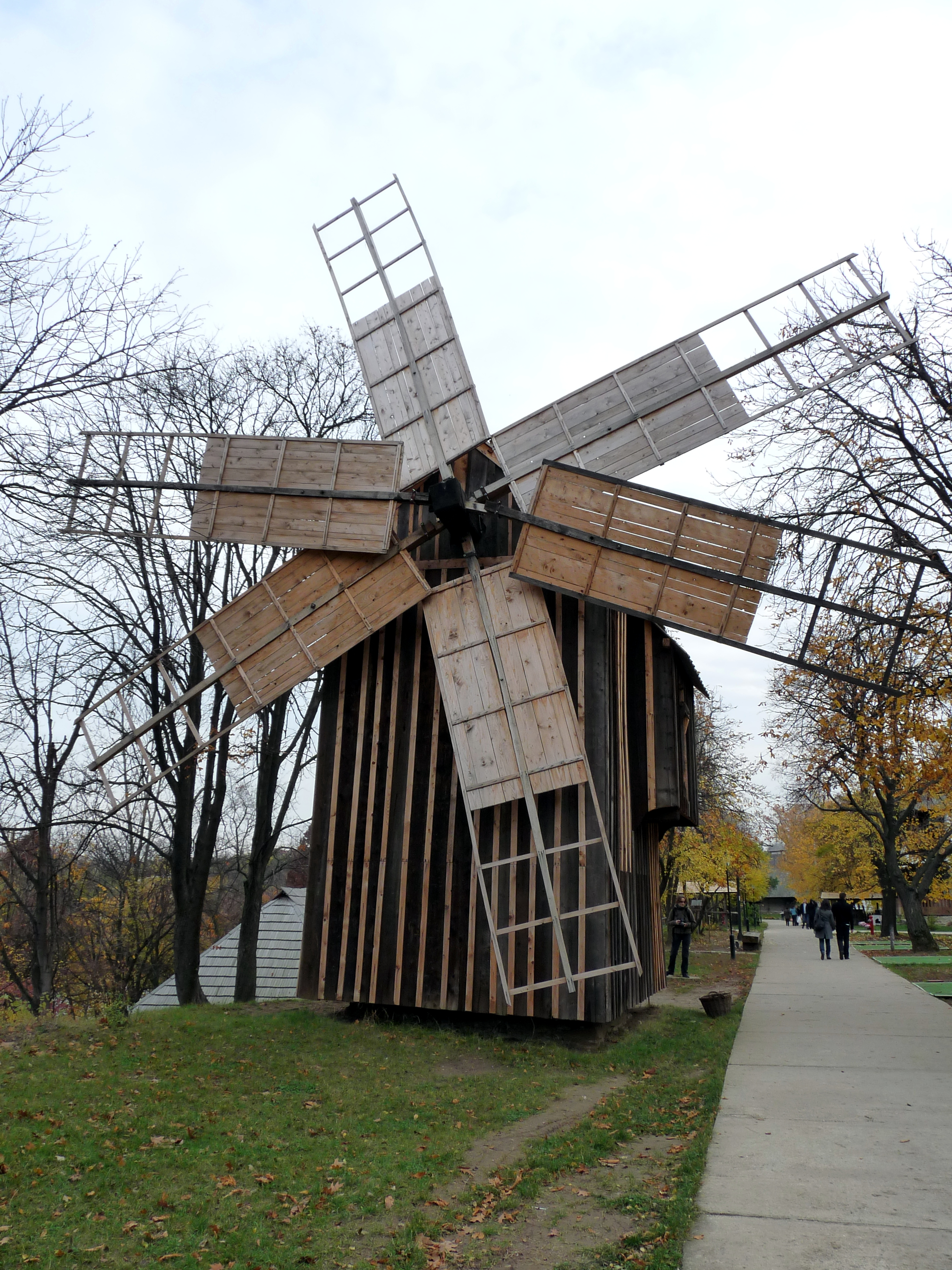
Moara de vânt din Sarichioi, actualmente la Muzeul Național al Satului „Dimitrie Gusti”

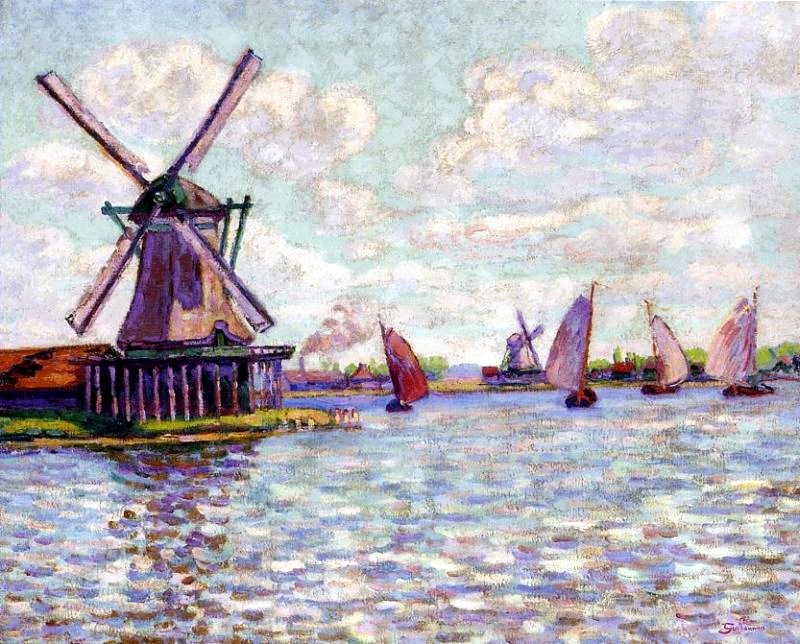
Moulins en Hollande (Morile în Olanda), Armand Guillaumin (1904).

Moara de vânt este o instalație ce permite transformarea energiei eoliene în energie mecanică de rotație. În acest scop, vântul pune în mișcare elicea morii. Moara de vânt se folosește pentru măcinarea cerealelor sau, în special în Țările de Jos, pentru desecarea terenurilor mlăștinoase prin pomparea apei din lacurile dintre dune, aflate sub nivelul mării și transformarea terenurilor în poldere. De exemplu, între 1608 și 1612 Beemster Polder, care se află cu 3m sub nivelul mării, a fost drenat folosindu-se 26 de mori de vânt, fiecare având o putere de cca 60 kW.

## Părți componente
O moară de vânt are mai multe părți componente. La o moară de vânt pentru măcinarea grânelor, acestea sunt:
- Acoperișul-acesta apăra interiorul morii de intemperii;
- Evantaiul-vântul făcea ca palele lui să se rotească până ajungeau în bătaia lui directă;
- Palele-pânzele întinse peste cadrul de lemn al palelor captează vântul și le rotesc;
- Pâlnia pentru grâne-grânele, aruncate de un om, cădeau prin aceasta și cădeau printre pietrele de moară;
- Cardanul-folosea rotirea palelor pentru a mișca pietrele de moară;
- Pietrele de moară-două pietre masive se roteau, strivind grânele aflate sub ele și transformându-le în făină.